# Pieter de Hooch

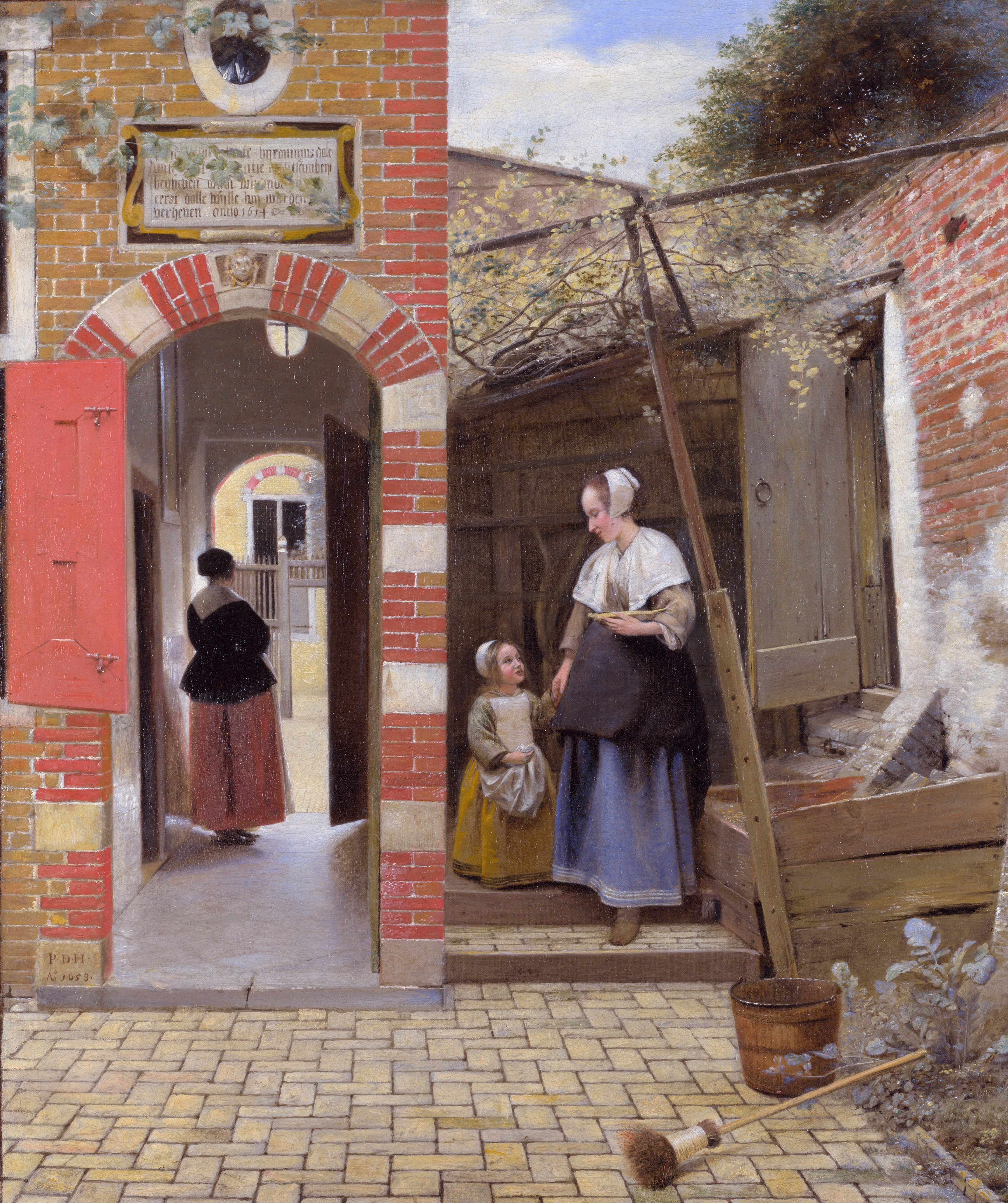
Pieter de Hooch - "Innergård i Delft" (1658). National Gallery, London.

Pieter de Hooch eller Pieter de Hoogh, född 20 december 1629 i Rotterdam, död kort efter 1684 i Amsterdam, var en nederländsk målare.
Pieter de Hooch var troligen lärjunge till Nicolaes Pieterszoon Berchem. Hans bästa bilder härrör från hans tid i Delft på 1650- och 1660-talen. Det är dessa som gett de Hooch ställningen som en av de främsta holländska mästarna inom sitt område. Hans interiörer, ofta ett dunkelt förrum med utblickar till ett eller flera klart belysta rum eller till en prydlig solbelyst gårdsplan eller trädgård, visar honom som de solida borgerliga hemmens poet, och en stämning liknade den hos Jan Vermeer. Bland hans målningar märks Interiör av ett holländskt hus (konstmuseet i Amsterdam) och Trädgårdsbild (konstmuseet i Wien). På Nationalmuseum finns flera av hans målningar, bland annat Interiör med läsande ung dam.